# Mollmannsdorf
Mollmannsdorf ist eine Ortschaft und eine Katastralgemeinde der Marktgemeinde Harmannsdorf im Bezirk Korneuburg in Niederösterreich. Die Ortschaft hat 309 Einwohner (Stand 1. Jänner 2024). Bis Ende 1971 war Mollmannsdorf eine eigenständige Gemeinde.

## Geografie
Das vom Hagelgraben, dem linken Quellbach des Donaugrabens, durchflossene Dorf befindet sich nordöstlich von Harmannsdorf und ist über die Landesstraße L33 erreichbar. Der 272 m ü. A. hohe Atzberg liegt unmittelbar südlich des Ortskernes, welcher in 222 m ü. A. Seehöhe liegt.

## Geschichte
Laut Adressbuch von Österreich waren im Jahr 1938 in der Ortsgemeinde Mollmannsdorf zwei Fleischer, zwei Gastwirte, drei Gemischtwarenhändler, eine Geflügelfarm, eine Milchgenossenschaft, ein Schmied, zwei Schuster, ein Tischler und ein Viktualienhändler ansässig.
Mit 1. Jänner 1972 wurden im Zuge der Niederösterreichischen Kommunalstrukturverbesserung die bis dahin selbständigen Gemeinden Obergänserndorf, Hetzmannsdorf, Kleinrötz, Mollmannsdorf und Seebarn nach Harmannsdorf eingemeindet.